# Auguste III Blanchard
Pour les articles homonymes, voir Blanchard.
Auguste III Thomas Marie Blanchard, né le 18 mai 1819 à Paris, ville où il est mort le 23 mai 1898 en son domicile dans le 9e arrondissement, est un graveur français.

## Biographie
Petit-fils de Auguste I Blanchard, graveur, et de Nicolas-Guy-Antoine Brenet, graveur-médailleur, et fils de Auguste II Blanchard, graveur, il apprend le métier de graveur avec son père, avant d'intégrer l'École nationale supérieure des beaux-arts de Paris en 1836. En 1838, il est second au prix de Rome et part étudier en Italie. En 1840, il fait ses débuts au Salon avec une gravure de Spartacus, d'après une peinture du Dominiquin.
Sa première œuvre importante constitue le portrait de Jean-Nicolas Huyot d'après Michel Martin Drolling. Il est alors patronné par deux éditeurs connus : Adolphe Goupil à Paris et Ernest Gambart à Londres.
Il se spécialise dans la taille-douce, et dans les reproductions d'Ernest Meissonier (the Chess Players, 1873) et Lawrence Alma-Tadema (the Parting Kiss, 1884).
Il est élu à l'Institut en 1888 au titre des Arts, section gravure, au premier fauteuil. Il est le père du peintre et vitrailliste Ernest-Pascal Blanchard ainsi que du prix de Rome Édouard-Théophile Blanchard.

## Œuvres

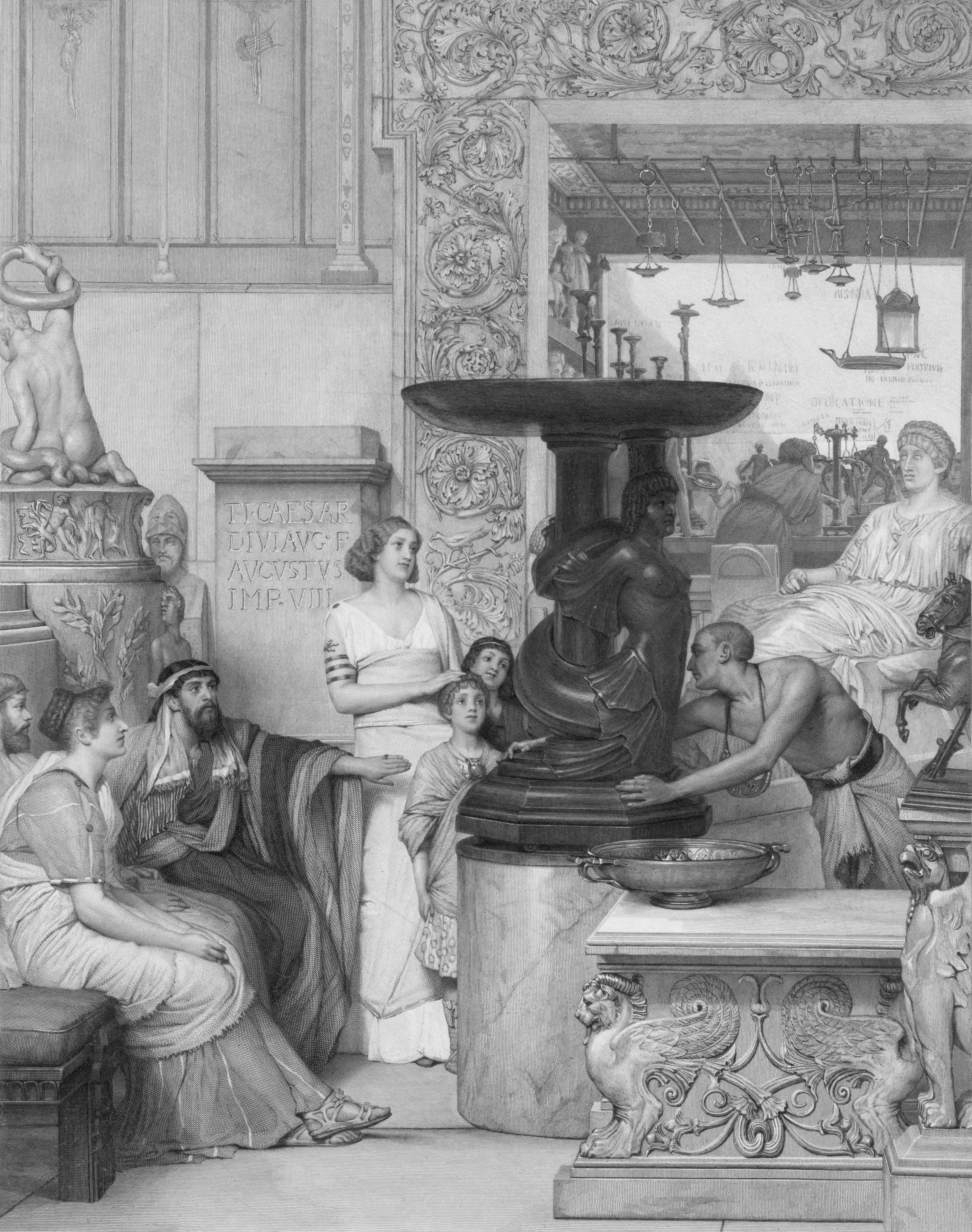
La galerie de sculptures, d'après Lawrence Alma-Tadema.

### Dessins, aquarelles, gravures, lithographies
- 1853, Faust and Marguerite, estampe : gravure, 56,5 × 35,5 cm (vente Royaume-Uni, 30 septembre 1997).
- 1857, Le Congrès de Paris (30 mars 1856), d'après Edouard Dubufe, gravure sur vélin publiée par Goupil & Cie en 1859, 46 × 76 cm.
- 1863, Derby Day, estampes en couleurs publiée par Edt E. Gambart&Co, 58,5 × 116,8 cm (vente Christie's South Kensington, 8 juillet 2008).
- 1863, Derby Bay, d'après William Powell Frith, estampe, 49,511 1 × cm (vente Royaume-Uni, 4 décembre 2000).
- 1863, The Derby Day after William Powell Frith, estampe : gravure, 62 × 122 cm (vente Royaume-Uni, 5 juin 1996).
- 1867, Jésus dans le Temple, estampe, gravure, dim. inconnues (vente Royaume-Uni, 15 juin 1993).
- Non datée (N. d.), Le Derby Day, estampe : gravure, 58,5 × 116,8 cm (musée des beaux-arts de San Francisco).
- N. d., Classical scene with figures, after S. Alma-Tadena, estampe : gravure 53,34 × 35,56 cm (vente Royaume-Uni 23 février 1993).
- N. d., Moïse faisant sortir l'eau du rocher (Musée des beaux-arts de San Francisco).
- N. d., Portrait d'un jeune homme, dessin : aquarelle, mine de plomb, 28 × 17 cm (vente France, 24 juin 1998)
- N. d., The Finding of the Saviour in the Temple, after William Holman Hunt, estampe : gravure, 9 × 10,5 cm (vente Royaume-Uni, 20 mars 1997)

### Illustrations
- 1854, Recueil de 52 chansons et 32 gravures avec partitions, de Frédéric Bérat nombreuse vignettes dans le texte. Portrait de l'auteur dessiné par Victor Florence Pollet, (1811-1882) et gravé par Auguste Blanchard et Alex Curmer.

## Musées
- Musée des beaux-arts de San Francisco

## Honneur
Chevalier de l'ordre de Léopold (Belgique, 5 octobre 1866).